# أوكتافيو زامبرانو
أوكتافيو زامبرانو (3 فبراير 1958 بغواياكيل في الإكوادور - ) هو مدرب كرة قدم ولاعب كرة قدم إكوادوري في مركز الوسط. لعب مع لوس أنجلوس لايزرز.

## وصلات خارجية
- أوكتافيو زامبرانو على موقع قاعدة بيانات كرة القدم.إي يو (الإنجليزية)
- أوكتافيو زامبرانو على موقع Soccerway.com (الإنجليزية)